# Аранышев, Михаил Фёдорович
Михаил Фёдорович Ара́нышев (1912—1989) — советский кинооператор. Заслуженный артист Казахской ССР (1959). Лауреат Сталинской премии третьей степени (1952 год). Отец заслуженного деятеля Казахстана Ф. М. Аранышева.

## Биография
Родился 11  ноября (25 ноября) 1912 года в селе Клин (ныне Вачского района Нижегородской области).
В 1937 году окончил ВГИК (мастерская Б. И. Волчека), затем работал на киностудии «Ленфильм».
В 1942—1943 году трудился на ЦОКС (Алма-Ата), в 1943—1946 годах — на «Мосфильме» и с 1946 года — на Алма-Атинской студии художественных и хроникально-документальных фильмов (с 1960 года — «Казахфильм») в качестве кинооператора. С 1957 года являлся членом Союза кинематографистов Казахстана.

## Фильмография
- 1951 — Советский Казахстан
- 1954 — Поэма о любви
- 1955 — Дочь степей
- 1957 — Берёзы в степи
- 1959 — Возвращение на землю
- 1960 — Шквал
- 1960 — Тишина
- 1961 — Сплав
- 1962 — Перекрёсток
- 1963 — Меня зовут Кожа
- 1967 — Звучи, там-там!
- 1976 — Бросок, или Всё началось в субботу
- 1981 — Погоня в степи[2]

## Награды и премии
- Орден «Знак Почёта» (3 января 1959) — за выдающиеся заслуги в развитии казахского искусства и литературы и в связи с декадой казахского искусства и литературы в гор. Москве
- Заслуженный артист Казахской ССР (1959)
- Сталинская премия третьей степени (1952) — за цветную кинокартину «Советский Казахстан» (1951)
- Орден «Знак Почёта» (3 марта 1950)